# Agapostemon sapphirinus
Agapostemon sapphirinus är en biart som beskrevs av Roberts 1972. Agapostemon sapphirinus ingår i släktet Agapostemon och familjen vägbin. Inga underarter finns listade i Catalogue of Life.